# نشان آفتاب

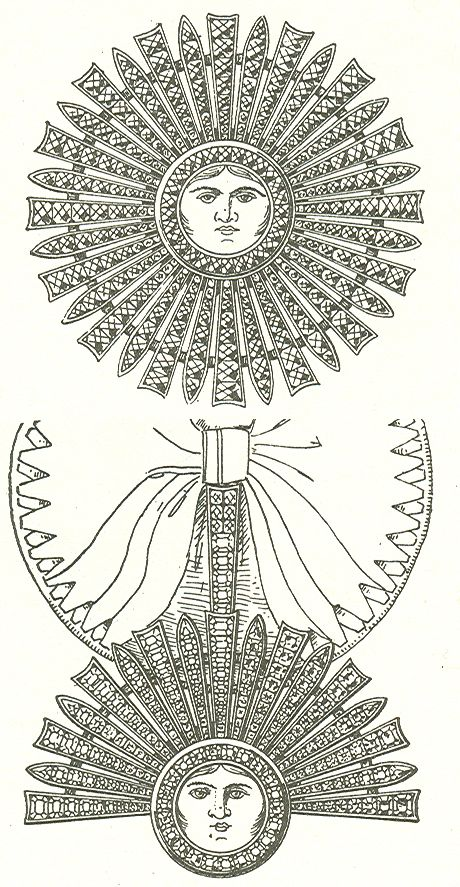
طرح نشان آفتاب.

نشان آفتاب، یکی از نشان‌های بانوان است که توسط ناصرالدین شاه قاجار در سال ۱۸۷۳ میلادی بنیاد شد. این نشان در فهرست نظامنامه نشان دولت علیه ایران موجود نبود و ناصرالدین شاه خود آن را مورد استفاده قرار داد.
وی در سفرهای اروپایی خود این نشان را به برخی از بانوان درباری اعطاء کرد.

## نشان درجه یک
نشان درجه یک شامل نشان سینه، حمایل و نشان حمایل است. نشان سینه یا شمسه آن به شکل خورشیدی برآینده‌است که چهره زنی در میان آن به صورت میناکاری شده قرار دارد که پرتوهای الماس نشان آن را فرا گرفته‌است.
نوار این نشان که بر روی شانهٔ راست یا به روی پاپیون قرار می‌گرفت صورتی‌رنگ بود و آستری سبزرنگ داشت.

## نشان درجه دو
این نشان درست مانند نشان درجه یک است با این تفاوت که پرتوهای نشان سینه از برلیان است.
نشان آفتاب در سال ۱۹۲۵ با سرنگونی دودمان قاجار ملغی شد. اما در دوره محمد رضا شاه پهلوی با نشان هفت‌پیکر به افتخار ملکه ثریا جایگزین شد.

## دریافت‌کنندگان
- انیس‌الدوله همسر ناصرالدین شاه، به پاس جشن تولد مفصلی که برای او ترتیب داده بود.[۲]
- ملکه ویکتوریا در سفر ناصر الدین شاه به انگلیس، در تاریخ جمعه ۲۵ ربیع‌الثانی ۱۲۹۰ ه‍.ق این نشان را دریافت کرد[۳]
- همسر پادشاه بلژیک در سفر ناصرالدین شاه به بروکسل[۴]
- ملکه ویلهلمینا، ملکه هلند نیز این نشان گرانبها را از ناصرالدین شاه دریافت کرد. نشان آفتاب متعلق به او، در بایگانی خانواده سلطنتی هلند در لاهه نگهداری می‌شود و در نمایشگاه «هت لو» سال ۲۰۰۵ به نمایش گذاشته‌شد.
- النا پتروویچ همسر ویتوریو امانوئل سوم پادشاه ایتالیا در سفر مظفرالدین شاه به رم در روز پنج شنبه ۱۳ صفر ۱۳۲۰ ه‍.ق این نشان را دریافت داشت.

مظفرالدین شاه در این باره در کتاب خاطرات خود می‌نویسد: «صبح از خواب بیدار شدیم نماز و تعقیبات را خوانده و ثنای خدا را به‌جای آوردیم بعد از صرف چائی جناب اشرف اتابک اعظم شرفیاب شده مطالبی که داشت بعرض رسانید و قدری صحبت فرمودیم لباس نظامی پوشیده حاضر شدیم که باید امروز قبل از نهار دو ساعت به ظهر مانده به میدان مشق برای سان قشون برویم اول پادشاه به منزل ما آمده قدری نشسته با هم صحبت کردیم جناب اشرف اتابک اعظم هم بود نشان اقدس بایشان داده جلوتر از ما پادشاه به میدان مشق رفتند قدری که گذشت ملکه آمده بایشان هم قدری صحبت نموده نشان آفتاب هم بایشان دادیم.»